# Carlos Blanco Galindo
Pour les articles homonymes, voir Galindo (homonymie).
Carlos Blanco Galindo (12 mars 1882 - 2 octobre 1943) est un général et homme d'État bolivien, président par intérim de la Bolivie entre juin 1930 et mars 1931.

## Biographie
Carlos Blanco naît à Cochabamba. Il commence d'abord par faire des études en sciences politiques et en droit, avant de devenir militaire de carrière. Il se perfectionne à l'art militaire en France et en Argentine.  

### Présidence par intérim
Le général Blanco est le dirigeant d'une junte mise en place à la suite d'un coup d'État., consécutif à une profonde crise politique générée, notamment, par la Grande Dépression. Le président Hernando Siles avait démissionné et laissé son cabinet collectivement en charge. C'est ce cabinet qui est renversé par le coup d'État dirigé par Blanco (en alliance avec les partis opposés à Siles) à la fin du mois de juin 1930. 
Le mandat de Blanco est plutôt court. Ses deux tâches principales consistent à convoquer de nouvelles élections présidentielles et organiser un référendum. L'apport le plus important de ce gouvernement est la réforme de l'éducation mise en place à l'initiative de Daniel Sánchez Bustamante (1871-1933), le grand-père du futur président Gonzalo Sánchez de Lozada.  
En janvier 1931, Daniel Salamanca est élu président avec 98,16 % des voix face à Bautista Saavedra et José Luis Tejada Sorzano. 
Le 11 janvier 1931, quelques jours après l'élection présidentielle, la nouvelle constitution est approuvée par référendum. Toutefois, si de nombreuses mesures votés dans le référendum sont acceptées, comme l'autonomie des universités ou la création d'un Conseil économique national, le président nouvellement élu Salamanca oppose son veto par rapport à la décentralisation administrative.   

### Après la présidence
À l'élection et à l'entrée en fonction de Daniel Salamanca, le général Blanco est nommé ambassadeur en Uruguay, mais revient brièvement au service actif lors de la survenance de la guerre du Chaco avec le Paraguay (1932-1935). Il écrira plus tard plusieurs  livres dont Historia militar de Bolivia et Cartas del Mariscal Sucre al General Galindo. 
Le général Blanco meurt à Cochabamba le 2 octobre 1943 à l'âge de 62 ans.